# On a volé un homme
On a volé un homme is een Franse dramafilm uit 1934 onder regie van Max Ophüls. De film werd destijds uitgebracht onder de titel Vrouwenoogen.

## Verhaal
Een zakenman wordt ontvoerd. Hij wordt verliefd op zijn bewaakster.

## Rolverdeling
| Acteur           | Personage      |
| ---------------- | -------------- |
| Lili Damita      | Annette        |
| Charles Fallot   | Victor         |
| Lucien Callamand | Legros         |
| Fernand Fabre    | Robert         |
| Henri Garat      | Jean de Lafaye |
| Robert Goupil    | Legros         |
| Pierre Labry     | Balafre        |
| Raoul Marco      | Inspecteur     |
| Nina Myral       | Oude vrouw     |
| Pierre Piérade   | Rémy           |